# Neulehn
Neulehn ist ein Ortsteil der ehemaligen Gemeinde Oberstützengrün. Am 1. Juli 1950 erfolgte der Zusammenschluss mit der bis dahin eigenständigen Ortschaft Unterstützengrün zu der Gemeinde Stützengrün.

## Geographische Lage
Neulehn liegt am Fuße des 794,6 m ü. NHN hohen Kuhberges im Erzgebirgskreis. Die Häuser verteilen sich in Streulage bis zu einer Höhe von 683 m ü. NHN. An der Ortsgrenze zu Rothenkirchen verläuft die Grenze zum Vogtland. Neulehn liegt nach der Naturraumkarte von Sachsen in der Mesogeochore „Schönheider Hochflächen“ und gehört zur Mikrogeochore „Schönheider Kuppengebiet“. Gleich nördlich von Neulehn beginnt die Mesogeochore „Eibenstocker Bergrücken“ mit der Mikrogeochore „Eibenstocker Talsperrengebiet“.

## Name
Der Name „Neulehn“ wird von der Landvergabe an vier Bauern mit einem Brauhaus durch die Auerbacher Gebietsherren als ein neues Lehen hergeleitet.

## Geschichte
Die Gründung Mitte des 16. Jahrhunderts konnte urkundlich nachgewiesen werden. Am 24. Oktober 1525 ging die Herrschaft Auerbach, darin waren die Stadt Auerbach und etwa 15 Ortschaften enthalten, in den Besitz des Adelsgeschlechtes derer von der Planitz über. Zehn Jahre danach starb Hans Edler von der Planitz, und das Gebiet wurde nun zusammen mit der Herrschaft Göltzsch von Balthasar Friedrich von der Planitz, dem Sohn von Hans von der Planitz, übernommen. Im Jahre 1542 teilten sich die drei Söhne des Hans von der Planitz in das Gebiet der Herrschaft Auerbach. Balthasar Friedrich erhielt die Herrschaft Göltzsch. Zu ihr gehörten Rothenkirchen und die an hohen Wäldern so reiche, sich bis zur Zwickauer Mulde hinauf erstreckende Gebietsfläche. Mit der Zeit kam es zur Ansiedlung in dieser Wildnis. Die „Planitzen“, so wurden die dort lebenden Menschen genannt, drangen in die Wälder vor, machten sie urbar (noch heute heißt ein Talstück „die Reuth“ – von roden –) und errichteten anfänglich vier Höfe am Fuße des Kuhbergs. Im Befreiungsbrief vom 20. Januar 1546 räumte Balthasar Friedrich den Höfen gewisse Rechte ein, unter anderem das Recht zum Brauen und erkannte sie als geordnete Dorfgemeinschaft zu Stützengrün an, die er zu schützen versprach. Somit war Neulehn die erste Besiedelung in diesem Gebiet.
1563 gelangte der Ort zusammen mit Schönheide und Neustädtel in den Grundbesitz des sächsischen Kurfürsten August und wurde somit ein Teil des Amtsbezirkes Schwarzenberg. Im Jahre 1687 kam es zur Erneuerung des Befreiungsbriefes von 1546 durch Kurfürst Johann Georg III. Dieser Brief bestätigte alte Rechte und Freiheiten.
1839 wurde in Neulehn erstmals ein Lehrer eingestellt und eine neue Schule gebaut. Damit wurde der in Oberstützengrün tätige einzige Lehrer entlastet.
Schon seit Anfang des 20. Jahrhunderts gab es Bestrebungen, die beiden selbstständigen Ortschaften zu vereinigen. Aber erst am 1. Juli 1950 erfolgte die Vereinigung der Gemeinde Oberstützengrün mit Neulehn und der Gemeinde Unterstützengrün zu der neuen Gemeinde Stützengrün.

## Wirtschaft und Infrastruktur

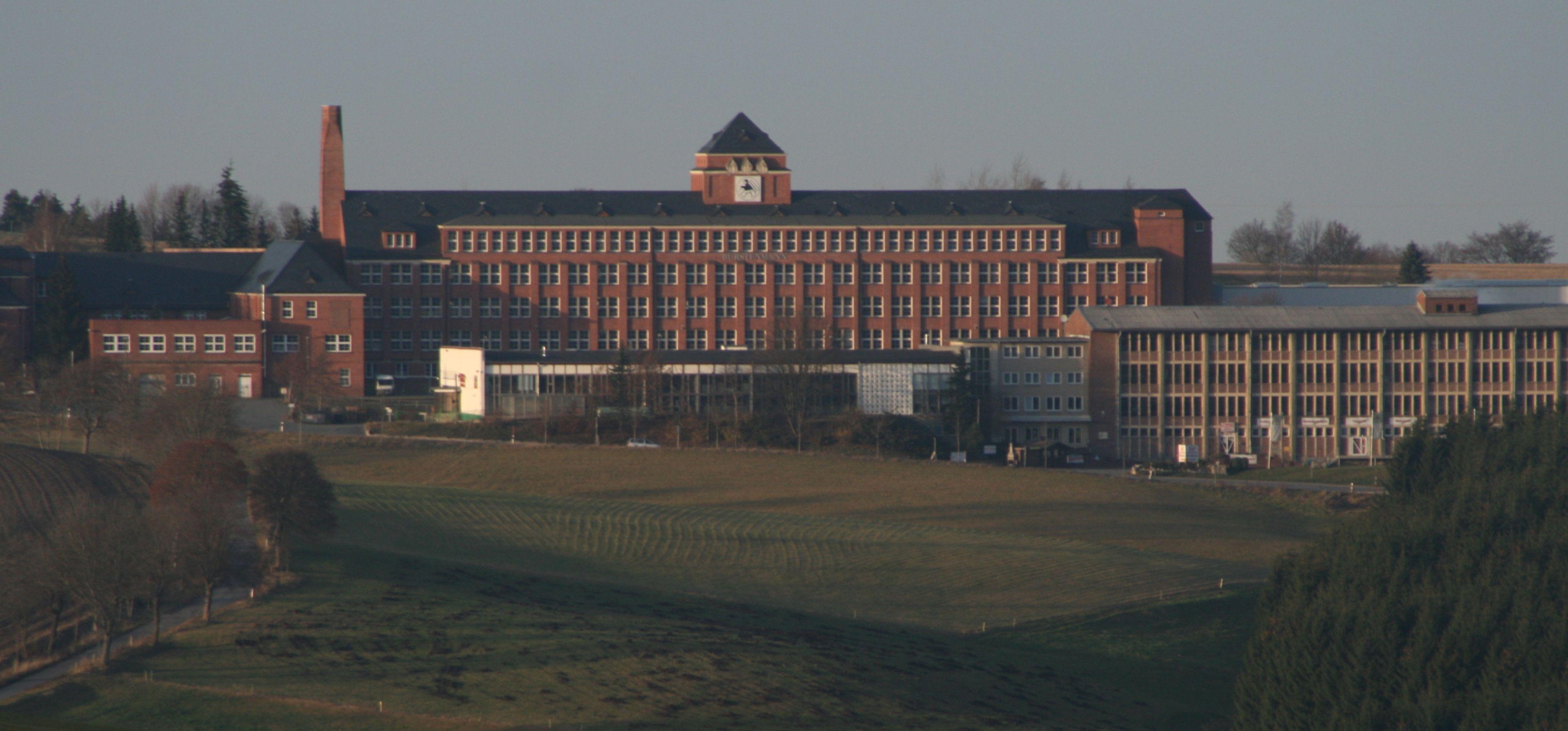
Bürstenfabrik in Neulehn

### Wirtschaft
War anfänglich die Gegend bäuerlich geprägt, entwickelte sie sich im 19. Jahrhundert mit der Bürstenindustrie, am Anfang in Heimarbeit, zu einem Wirtschaftsfaktor. Entstanden war die Bürsten- und Pinselfabrikation in Schönheide im Jahr 1906 während des großen Streiks der Bürstenarbeiter von 1906 bis 1907 als Teil des damaligen Konsumvereins. Seit 1925 prägt das Ortsbild der rote Ziegelbau der Bürstenfabrik. Das Werk zählte zu DDR-Zeiten zu den größten Fabriken des westlichen Erzgebirges. Im Jahr 1964 betrug die Zahl der Beschäftigten 1044. Sie wurden mit einem Betriebsomnibus mit der Aufschrift „Bürstenmann“ aus den umliegenden Ortschaften zur Arbeit gefahren. Der Betrieb trug Kombinatscharakter. Weitere Betriebe zur Herstellung von Bürsten entstanden im Umfeld. Die Bürstenfabrik wurde nach 1990 in eine GmbH umgewandelt und trägt seit 1997 den Namen „Bürstenmann GmbH“. Alleiniger Gesellschafter ist die Zentralkonsum eG. 2005, 2011 und 2012 wurden neue Bauten errichtet. Das Sortiment umfasst 1.600 Artikel für den Haushalts-, Zahnpflege- und Heimwerkerbedarf. Regelmäßig werden die Produkte auf Messen ausgestellt.
In der früheren Brauerei C. G. Tippner entstand nach 1990 die „Erlebniswelt Erzgebirge“, eine ganzjährig betriebene Verkaufsausstellung für Produkte der erzgebirgischen Handwerkskunst mit vorwiegend weihnachtlichen Motiven.

### Bildung

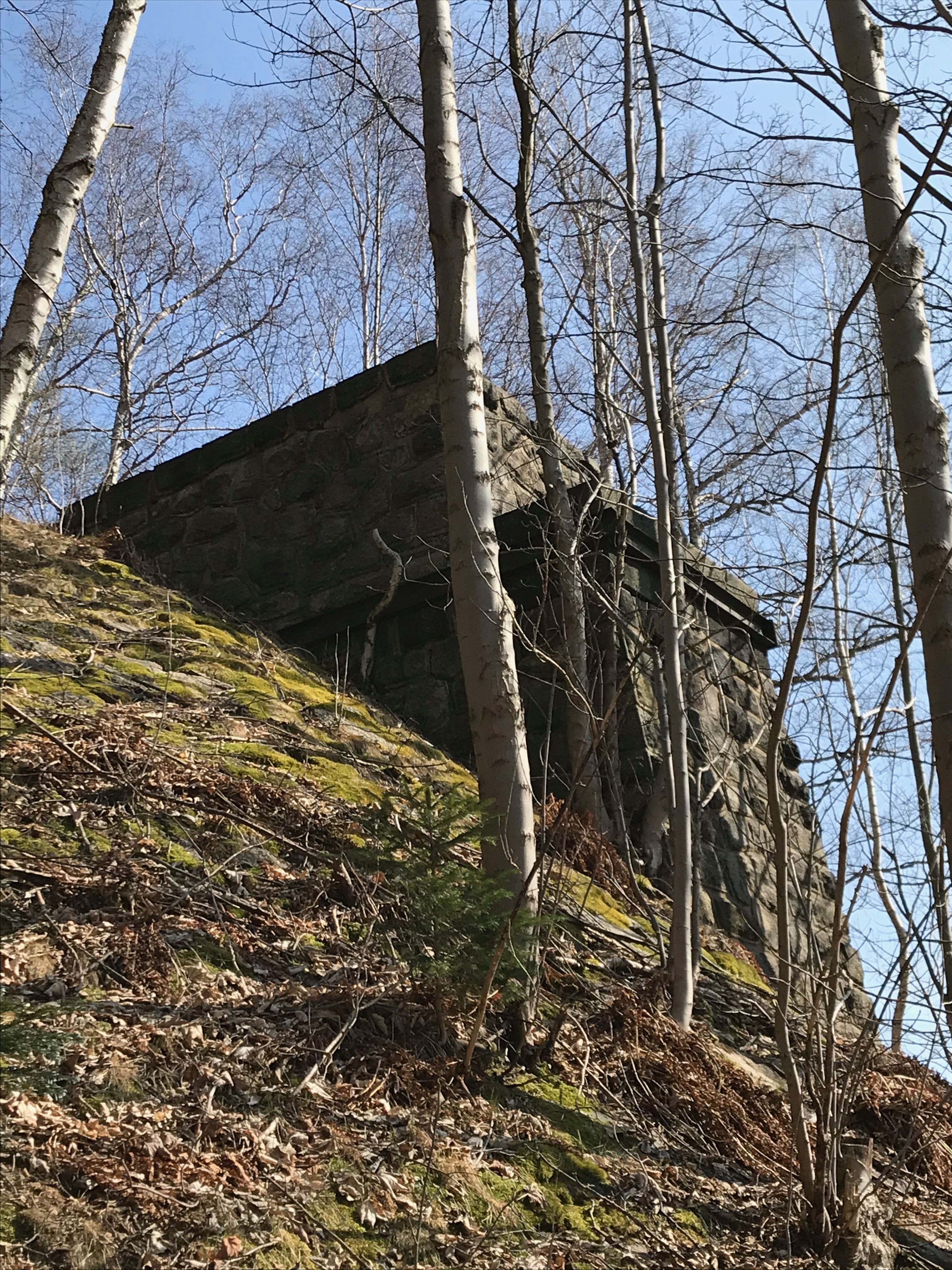
Widerlager des Großen Stützengrüner Viadukts, nördliche Seite (2018)

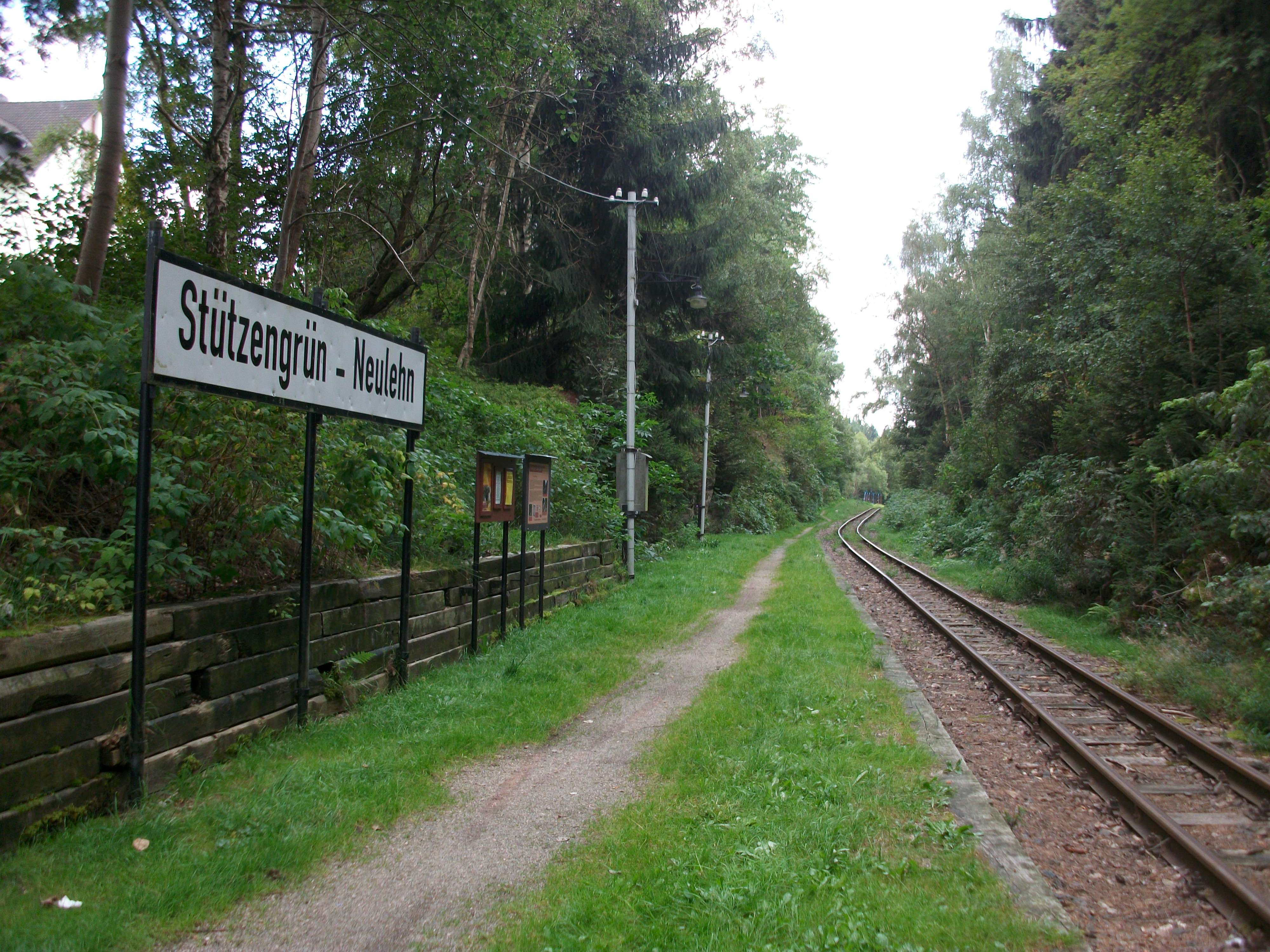
Endhaltepunkt der Museumsbahn

In Neulehn liegt die Grundschule für Stützengrün, seine Ortsteile Hundshübel und Lichtenau sowie für Schönheide. Eine Schule bestand in Neulehn schon im 19. Jahrhundert. Sie wurde im Jahr 1843 errichtet.

### Verkehr
Von Schönheide aus führt die Staatsstraße 277 durch Neulehn in Richtung Oberstützengrün. Die Bergstraße führt nach Unterstützengrün.
Mit dem Bau der Schmalspurbahn Wilkau-Haßlau–Carlsfeld wurde die Gegend 1893 auch an das Eisenbahnnetz angeschlossen. Die Bahn umfuhr, von Rothenkirchen kommend, den Kuhberg. Im Gebiet um Neulehn mussten die Täler mit aufwendigen Kunstbauten überwunden werden. Berühmtheit erlangten das Kleine und das Große Stützengrüner Viadukt nicht nur bei Eisenbahnfreunden. 1975 wurde der Abschnitt Rothenkirchen–Schönheide Süd stillgelegt. Von diesen Bauwerken nach dem Abbau der Stahlbauten nur noch die Brückenwiderlager erhalten.
Am 2. Januar 1931 wurde am Gelände der Bürstenfabrik der Haltepunkt „Stützengrün Hp“ für den Berufsverkehr eröffnet. Auf einem Teilstück der früheren Eisenbahntrasse wurde 1993 von Schönheide aus der Betrieb einer Museumsbahn begonnen, und mit der Errichtung des Endhaltepunktes wurde der ersten Besiedelungsstelle ein Denkmal gesetzt. Der Haltepunkt trägt den Namen „Stützengrün-Neulehn“ und liegt an der Schulstraße. Er wurde am 16. November 2001 eröffnet. Außer einem Bahnsteig mit einer Bahnsteigkante aus Altschwellen und einem Stationsschild bestehen keine weiteren Anlagen. Es gab Pläne, die Museumsbahn bis Wernesgrün zu erweitern. Mehrere Diplomarbeiten über Möglichkeiten der Streckenführung behandelten dieses Thema. Diese wurden zum 20. Bahnhofsfest am 18. und 19. Juni 2016 im Bahnhof Schönheide vorgestellt.
Der Internationale Bergwanderweg der Freundschaft Eisenach–Budapest führt, vom Kuhberg her kommend und sich in Richtung Unterstützengrün wendend, durch Neulehn.